# Цюрко Петро Іванович
Петро Іванович Цюрко (нар. 28 березня 1966, смт. Томашпіль, Вінницька область) — член Партії регіонів; колишній народний депутат України.
Народився 28 березня 1966 (смт Томашпіль, Вінницька область); дружина Олена Пилипівна (11 серпня,1962). Нині проживає в селі Родниківка разом зі своєю дружиною.
Освіта: Уманський сільськогосподарський інститут (1986–1991), технолог з переробляння та зберігання плодів і овочів.
10 серпня 2012 року у другому читанні проголосував за Закон України «Про засади державної мовної політики». Закон було прийнято із порушеннями регламенту.
Народний депутат України 6-го скликання з квітня 2010 до грудня 2012 від Партії регіонів, № 208 в списку. На час виборів: народний депутат України, член ПР. Член фракції Партії регіонів (з квітня 2010). Член Комітету з питань бюджету (з травня 2010).
Народний депутат України 5-го скликання з квітня 2006 до листопада 2007 від Партії регіонів, № 186 в списку. На час виборів: голова спостережної ради ЗАТ «Уманський завод сільськогосподарського машинобудування», член ПР. Член фракції Партії регіонів (з травня 2006). Голова підкомітету з питань законодавчого забезпечення розвитку фармації та здійснення фармацевтичної діяльності Комітету з питань охорони здоров'я (з липня 2006).
- З 1992 — економіст, з 1995 — начальник відділу збуту, 1997–1998 — заступник генерального директора, 1998–2000 — генеральний директор ВАТ «Вітаміни», м. Умань.
- 2000–2006 — голова ради акціонерів ЗАТ «Уманський завод сільськогосподарського машинобудування».

Орден «За заслуги» III ступеня (серпень 2011).